# Ерёмин, Игорь Петрович
И́горь Петро́вич Ерёмин (5 (18 апреля) 1904, Ревель, Эстляндская губерния, Российская империя — 17 сентября 1963, Ленинград, СССР) — советский филолог, литературовед, исследователь древнерусской книжности и восточнославянской литературы эпохи Барокко. Доктор филологических наук (1937), профессор.

## Биография
В 1919 году вступил добровольцем в Красную Армию, служил в политотделе 51-й дивизии 5-й армии.
В 1924 году окончил Ленинградский университет по отделению языка и литературы факультета общественных наук.
Научную работу начал во время учёбы, посещая «Семинарий русской филологии» акад. В. Н. Перетца. Печататься начал в 1926 году.
В 1934 году был принят в аспирантуру ИРЛИ АН СССР и в том же году защитил кандидатскую диссертацию «Исследование новгородской Повести о посаднике Щиле».
В 1937 году защитил докторскую диссертацию «Иван Вишенский и его публицистическая деятельность». С 15 мая 1937 года — старший научный сотрудник Отдела древнерусской литературы ИРЛИ.
С 1938 года — профессор ЛГУ.
В 1957—1963 годах был заведующим кафедрой русской литературы филологического факультета ЛГУ.
Дочь — фольклорист В. И. Ерёмина (род. 1938).

## Научные труды
Основные работы И. П. Ерёмина посвящены изучению жанровых особенностей произведений древнерусской литературы, их стилистического строя, художественного метода. Особенное внимание уделил «Слову о полку Игореве». Также изучал украинскую публицистику XVI—XVII веков, историю народного театра.
И. П. Ерёмин подготовил критически комментированные издания древнерусских писателей:
- Симеона Полоцкого (1953),
- Феофана Прокоповича (1961),
- украинского писателя Ивана Вишенского (1955) и др.

## Сочинения
- Слово о полку Игореве: К вопросу о его жанровой природе // Учен. зап. ЛГУ. № 72. Л., 1944 (на обложке - 1945);
- «Слово о полку Игореве» в русской, украинской и белорусской поэзии // Учен. зап. ЛГУ. № 90. Л., 1948;
- «Слово о полку Игореве» в сов. литературоведении // ТОДРЛ. 1948. Т. 6;
- «Слово о полку Игореве» как памятник политич. красноречия Киевской Руси // Слово. Сб. Л., 1950 (то же в кн.: Еремин И. Лекции и статьи по истории древней русской лит-ры. Л., 1987);
- И. П. Котляревский. — М., 1952.
- К вопросу о жанровой природе «Слова о полку Игореве» // ТОДРЛ. 1956. Т. 12;
- Слово о полку Игореве // Худ. проза Киевской Руси XI–XIII вв. / Сост., перев. и прим. И. Еремина и Д. Лихачева. М., 1957;
- Художественная проза Киевской Руси XI—XIII веков. — М., 1957.
- Прим. к перев. В. Жуковского «Слова о полку Игореве» // Слово о полку Игореве / пер. В. Жуковского. М.-Л., 1963;
- Литература Древней Руси: (Этюды и характеристики). — М.-Л., 1966.
- Ред. текста и прозаич. перев. «Слова о полку Игореве». Из кн.: Худож. проза Киевской Руси XI–XIII вв. М., 1957 // Слово о полку Игореве / поэтич. пер. В. Жуковского; вст. ст. Д. Лихачева. М., 1964 (М., 1967, 1968; Л., 1976);
- «Слово о полку Игореве» // Еремин И. Лекции по древней русской лит-ре. Л., 1968[2];

### Статьи
- Ерёмин И. П. Ораторское искусство Кирилла Туровского // Труды Отдела древнерусской литературы / АН СССР. Ин-т русской литературы (Пушкинский Дом); Отв. ред. Я. С. Лурье. — 1962. — Т. 18. — С. 50-58. — 608 с. — 1400 экз.
- Ерёмин И. П. Лекции и статьи по истории древней русской литературы. — Изд-во ЛГУ, 1987.